# Anancistrogera limbaticollis
Anancistrogera limbaticollis är en insektsart som först beskrevs av Carl Stål 1877.  Anancistrogera limbaticollis ingår i släktet Anancistrogera och familjen Gryllacrididae. Inga underarter finns listade i Catalogue of Life.